# Sodom (album)
Pour les articles homonymes, voir Sodom (homonymie).
Albums de Sodom
M-16
(2001) The Final Sign Of Evil
(2007)
Sodom est le onzième album studio du groupe de thrash metal allemand portant le même nom. L'album est sorti le 21 avril 2006 sous le label SPV GmbH. La pochette a été dessinée par Conny Kittscher et Vitali Geyer.
Chaque album vendu en 2006 avait une couverture de couleur rouge et vert. À partir de 2007, chaque album était imprimé en noir.
Pour le choix du nom de l'album, le leader du groupe, Tom Angelripper, a expliqué le fait que "tout groupe a besoin d'un album éponyme" (« because every band needs a self-titled album »).
L'album marque la fin d'une longue ère derrière les manettes. Le producteur Harris Johns est ici remplacé par Andy Brings, un ancien guitariste du groupe. Johns travaillait régulièrement avec Sodom depuis l'enregistrement du EP Expurse of Sodomy en décembre 1986.
L'édition japonaise de l'album contient en plus le titre Kamikaze Terrorizer.

## Liste des morceaux
Toutes les chansons sont écrites et composées par Sodom.
| No  | Titre                                              | Durée |
| --- | -------------------------------------------------- | ----- |
| 1.  | Blood on Your Lips                                 | 4:43  |
| 2.  | Wanted Dead                                        | 3:58  |
| 3.  | Buried in the Justice Ground                       | 3:09  |
| 4.  | City of God                                        | 4:36  |
| 5.  | Bibles and Guns                                    | 3:32  |
| 6.  | Axis of Evil                                       | 4:36  |
| 7.  | Lords of Depravity                                 | 2:48  |
| 8.  | No Captures                                        | 4:47  |
| 9.  | Lay Down the Law                                   | 3:57  |
| 10. | Nothing to Regret                                  | 2:54  |
| 11. | The Enemy Inside                                   | 4:06  |
| 12. | Kamikaze Terrorizer (édition japonaise uniquement) | -     |

## Composition du groupe
- Tom Angelripper - Chant/Basse
- Bernemann - Guitare
- Bobby Schottkowski - Batterie